# Partit Asturianista
El Partíu Asturianista (PAS) és un partit polític nacionalista asturià "asturianista, interclassista i de progrés", fundat el 1985 per Xuan Xosé Sánchez Vicente.

## Història
Després de la sortida de Sánchez Vicente del PSOE en 1983, aquest decideix fundar el Partíu Asturianista, que es legalitza formalment el novembre de 1985. Entre els seus objectius estava un projecte de reforma de l'Estatut d'Autonomia en el qual es proposava que Astúries fos reconeguda com a nacionalitat històrica, s'atorgués l'oficialitat a l'asturià i en el qual es reclamessin les màximes competències d'autogovern permeses per la Constitució espanyola de 1978. El 1987 celebrà la primera Conferència Nacional. En 1988 el partit celebra la 1a Conferència Nacional, de la qual surt aprovat el document fundacional del partit i es decideix concórrer a les eleccions autonòmiques d'aquest any, de les quals sortiria com la cinquena força política asturiana. Un any més tard el PAS es presenta a les eleccions al Parlament Europeu dins de la coalició Esquerra dels Pobles de partits nacionalistes progressistes de tot Espanya liderada per Euskadiko Ezkerra i a les Corts.

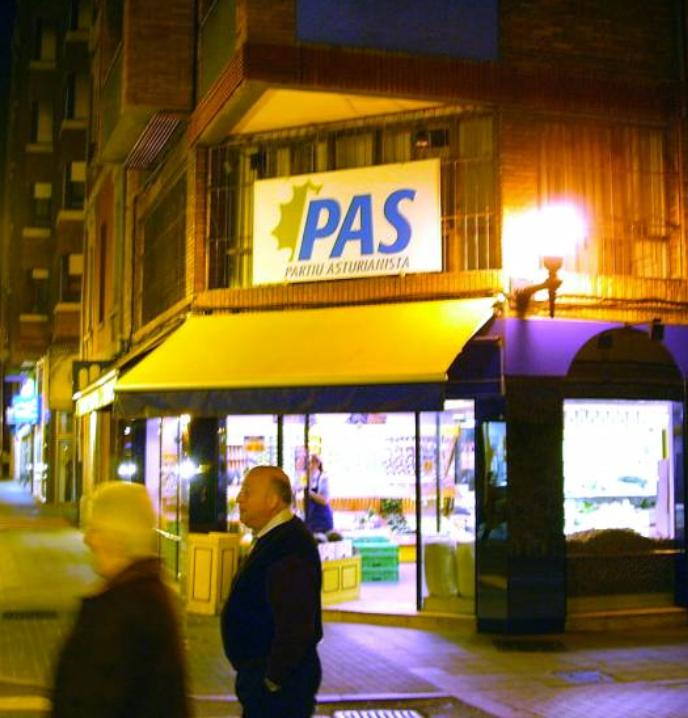
Antiga seu del partit a Gijón

En 1991 celebra el seu primer congrés nacional en el que s'aprova el Documentu d'Ideoloxía y Estratexia i es decideix formar una coalició electoral amb un altre partit nacionalista, la Unidá Nacionalista Asturiana (UNA). A les eleccions del 25 de maig d'aquest any aquesta coalició assoleix un diputat en la Junta General en la persona de Sánchez Vicente i sis regidors en cinc concejos distints. És la primera vegada des de la restauració de la democràcia que un membre d'un partit nacionalista assoleix un lloc en la Junta. Tot just un any després, la coalició es trenca. No obstant això, el PAS mantindria el seu diputat en les autonòmiques de 1995, on a més es va assolir l'ajuntament de Nava. Durant la segona part de legislatura de 1995 a 1999 el PAS serveix de suport al govern de Sergio Marqués per a tirar endavant els pressupostos generals. Fruit d'aquest suport s'aprova una llei de promoció de l'asturià, pas previ encaminat a la futura oficialitat de la llengua, el que constituïx un dels majors assoliments polítics de la formació. En el segon i tercer congressos nacionals del partit, en 1994 i 1998 respectivament, s'aproven documents com la Ponència d'Empobinamientu Políticu i s'aproven les estratègies polítiques del partit.
Des del 1999 el Partíu Asturianista no té representació en la Junta General, el que li resta projecció pública. En 2007 va formar amb Unió Renovadora Asturiana la coalició Unió Asturianista, que a les eleccions autonòmiques de 200 no va aconseguir cap diputat, obtenint la coalició 13.255 vots, faltant-li 2.500 vots en la circumscripció central per a aconseguir-lo, i a les eleccions municipals de 2007 la coalició va aconseguir 11 regidors, gràcies als quals es va fer amb dos ajuntaments en els concejos de Villaviciosa de 15.000 habitants (és l'onzè municipi en població d'Astúries), i en el de Ponga de 700 habitants.
El 28 de juny de 2008 va tenir lloc a Gijón el seu V Congrés Nacional on va ser reelegida l'Executiva Nacional (continuant Xuan Xosé Sánchez Vicente com a president i Xesús Cañedo com a secretari general) i es va aprovar una reforma dels Estatuts. La coalició amb Unió Renovadora Asturiana no es va renovar per a les eleccions de 2013.
El 30 d'agost de 2008 va començar a publicar la revista del partit L'Asturianista, sent el primer nombre especial per al cridat pels nacionalistes "Dia de la Nació Asturiana".

## Xuventú Asturianista
Xuventú Asturianista són les joventuts del Partíu Asturianista. És "asturianista, interclásista i de progrés" i vol mantenir la personalitat històrica del Poble Asturià (amb els seus senyals d'identitat, com el bable), i canviar la societat asturiana fent-la més pròspera i socialment més justa sense caure en populisme. Això vol dir que col·labora per a fomentar la ideologia asturianista, el coneixement sobre la cultura asturiana amb la Fundació Nova Asturies i altres organitzacions culturals asturianes, i per a facer una sociedá més socialment cohesionada.